# Индивидуальная быстрая заморозка
Индивидуальная быстрая заморозка (англ. Individual quick freezing, сокр. IQF) — описательный термин для методов замораживания, используемых в пищевой промышленности. Пища состоит из отдельных кусочков и быстро замораживается. Продукты, обычно замороженные с помощью технологии IQF, обычно представляют собой небольшие кусочки пищи и могут включать ягоды, фрукты и овощи, нарезанные кубиками или ломтиками, морепродукты, такие как креветки и мелкая рыба, мясо, птицу, макароны, сыр и зерновые. Продукты, которые были подвергнуты IQF, называются индивидуально быстрозамороженными (англ. individually quick frozen).

## Преимущества
Одним из главных преимуществ такого способа приготовления замороженных продуктов является то, что процесс заморозки занимает всего несколько минут. Точное время зависит от типа морозильной камеры IQF и продукта. Кратковременное замораживание препятствует образованию крупных кристаллов льда в клетках продукта, что разрушает мембранные структуры на молекулярном уровне. Благодаря этому продукт в гораздо большей степени сохраняет свою форму, цвет, запах и вкус после размораживания.
Другое преимущество технологии IQF — способность разделять единицы продукции во время заморозки, что позволяет получить продукт более высокого качества по сравнению с блочной заморозкой (англ. block freezing). Это важно для устойчивости продуктов питания, так как потребитель может разморозить и использовать именно то количество, которое необходимо.
Растущий спрос на продукты IQF зарегистрирован на мировом уровне из-за более высокого качества этих продуктов и преимущества наличия отдельно замороженных кусочков. IQF также является распространённой предварительной обработкой для сублимационной сушки продуктов, поскольку оба процесса сохраняют размер, вкус и клеточную структуру продукта лучше, чем такие методы, как традиционная блочная заморозка или сушка на воздухе (англ. air drying).

## Методы
Существует целый ряд технологий IQF, но основная концепция заключается в транспортировке продукта в морозильную камеру с помощью ленты технологической линии или встряхивателя подачи. Внутри морозильной камеры продукт проходит через зону заморозки и выходит с другой стороны. Транспортировка продукта внутри морозильной камеры осуществляется по разным технологиям. В некоторых морозильных камерах используются транспортировочные ленты, похожие на конвейерную. Другие используют подкладки, которые удерживают продукт, и при асимметричном движении пластина сама продвигается по морозильной камере. Существует 2 основные технологии IQF: механические морозильники IQF и криогенные морозильники IQF.
Механические морозильники IQF работают по принципу циркуляции холодного воздуха, который поступает из-под подстилающей плиты или транспортировочной ленты с помощью вентиляторов.  Поток холодного воздуха проходит через куски продукта круговыми движениями, в то время как продукт также продвигается через морозильную камеру к выходу. Конструкция и эффективность этого типа морозильных камер IQF различаются у разных производителей, которые стремятся найти идеальный баланс аэродинамики для оптимального результата заморозки. За последние 20 лет эта технология претерпела впечатляющие улучшения и разработки, подходя для всё более широкого ассортимента продукции.
Криогенные морозильники IQF погружают продукт в жидкий азот при очень низких температурах, быстро замораживая его при непрерывном перемещении продукта, чтобы избежать образования блоков или комков. Несмотря на то, что этот метод показывает хорошие результаты замораживания, он может привести к более высоким затратам на обработку на вес продукта из-за стоимости необходимого жидкого азота.